# Comuna de Krościenko Wyżne
Krościenko Wyżne (em polonês/polaco: Gmina Krościenko Wyżne) é uma comuna) na Polônia, na voivodia de Subcarpácia e no condado de Krosno. A sede do condado é a cidade de Krościenko Wyżne.
De acordo com os censos de 2004, a comuna tem 5102 habitantes, com uma densidade 312,4 hab/km².

## Área
Estende-se por uma área de 16,33 km², incluindo:
- área agrícola: 95%
- área florestal: 2%

## Demografia
Dados de 30 de Junho 2004:
|                      | Total   | Total | Mulheres | Mulheres | Homens  | Homens |
| -------------------- | ------- | ----- | -------- | -------- | ------- | ------ |
|                      | pessoas | %     | pessoas  | %        | pessoas | %      |
| População            | 5102    | 100   | 2618     | 51,3     | 2484    | 48,7   |
| Densidade (pop./km²) | 312,4   | 100   | 160,3    | 160,3    | 152,1   | 152,1  |

De acordo com dados de 2002, o rendimento médio per capita ascendia a 1227,59 zł.

## Subdivisões
- Krościenko Wyżne, Pustyny.

## Comunas vizinhas
- Haczów, Korczyna, Krosno, Miejsce Piastowe